# Gaspar Grande
Gaspar Grande ou Gasparee est une île de la République de Trinité-et-Tobago qui doit son nom à Gaspar de Percín. L’île a une superficie de 1,29 km2 et se situe à 12 km à l’ouest de Port-d'Espagne. C'est l'une des "îles de Bocas", situées dans les Bouches du Dragon entre Trinité et le Venezuela .
Gaspar Grande est principalement calcaire et atteint une hauteur de 121 mètres à son point le plus élevé. L'île abrite les grottes Gasparee, un système de grottes calcaires naturelles avec une piscine mystérieuse à sa base. Les autres grottes de l'île incluent la grotte blanche, la caverne de Brioge et la caverne de Precipice. 
La végétation de l'île comprend, entre autres, le cactus géant, le coton en soie, l'agave, la fleur de pélican, ...
La légende raconte qu'une autre grotte de l'île, le tunnel William Dampier, renferme un coffre à trésor de pirate facilement accessible certains jours de l'année.
Point Baleine était autrefois une station de chasse à la baleine. Situé à l'extrémité sud-ouest de l'île, il est l'un des principaux sites de débarquement pour les visiteurs des grottes de Gasparee.
|                |
| Pointe Baleine |